# Linje 650S
Linje 650S var en buslinje i København, der først kørte mellem Avedøre st. og Hellerup st. men til sidst mellem Avedøre st. og Sankt Annæ Plads. Linjen var en del af Hovedstadsområdets Trafikselskabs S-busnet og var udliciteret til City-Trafik, der drev linjen fra først sit garageanlæg i Hvidovre og senere garageanlægget på Thorvald Borgs Gade på Islands Brygge.
Linje 650S blev oprettet mellem Avedøre st. og Hellerup st. 2. juni 1996. Ved oprettelsen erstattede den linje 15E og 25E. I 2003 blev linje 650S' rute fuldstændigt overtaget af den ny linje 1A. Linje 650S overlevede dog umiddelbart, idet den blev omlagt ad en ny rute og afkortet til at køre mellem Avedøre st. og Sankt Annæ Plads ved Kvæsthusbroen. Samtidig blev den en af nogle få linjer til at få indsat dobbeltdækkerbusser. Linjen blev nedlagt 17. oktober 2004 og erstattet af en ny myldretidslinje 65E med samme linjeføring.

## Historie
21. oktober 1990 indførte Hovedstadsområdets Trafikselskab (HT) de første S-buslinjer, der var og er hurtige og direkte linjer med få stop undervejs. De første linjer var tværlinjer udenom Københavns centrum, men fra 1994 begyndte man også at etablere radiallinjer gennem København. På det tidspunkt havde man efterhånden fået oprettet de fleste af de oprindeligt planlagte linjer, men i januar 1995 udgav HT S-busplan 1995-1997, der lagde op til yderligere kraftig udbygning af S-busnettet. Der skulle etableres nye S-buslinjer, hvor de eksisterende lokale buslinjer og S-tog ikke gav tilstrækkelig højklasset betjening, og der skulle oprettes flere radiallinjer. Baggrunden var bl.a., at hvor der var indført S-busser, var årlige fald i passagertallene på 2-3 % blevet vendt til stigninger på 6-7 %. Til gengæld betød de nye tiltag, at man ikke længere kunne holde målet om en mindste rejsehastighed på 40 km/t men måtte nøjes med mindst 25 km/t i de centrale bydele. De nye tiltag ville omfatte de fem radiallinjer 150S, 350S, 450S, 550S og 650S og tværlinjen 100S. Ved fuld etablering ville det øge S-bussernes andel af det samlede antal vogntimer kørt for HT fra ca. 10 % til ca. 20 %.
I første omgang etableredes linje 350S 24. september 1995, og 2. juni 1996 var det så tanken at følge op med linje 450S mellem Holmen og Gladsaxe Trafikplads og linje 650S mellem Avedøre st. og Hellerup st. Etableringen af linje 450S måtte dog udskydes og blev senere helt opgivet, så i stedet blev linje 550S mellem Glostrup st. og Kvæsthusbroen fremrykket og oprettet sammen med linje 650S 2. juni 1996.
Fra starten kørte linje 650S fra Avedøre st. via Hvidovre Hospital, Toftegårds Plads, Tietgensbroen ved Københavns Hovedbanegård, Kongens Nytorv og Trianglen til Hellerup st. Ved oprettelsen erstattede den linje 15E på strækningen mellem Hvidovre Hospital og Kongens Nytorv og linje 25E mellem Hvidovre Hospital og Tietgensbroen. De to nævnte linjer nedlagdes, mens linje 72E og 79E afkortedes fra Hellerup st. til Svanemøllen st., også erstattet af linje 650S. For passagerne betød det en udvidelse af driften, for hvor de nævnte linjer havde været ekspresbuslinjer, der kun kørte i myldretiderne, kørte linje 650S som S-buslinje i hele driftstiden fra morgen til midnat hele ugen.
I HT's personaleblad HT-nyt blev linje 650S beskrevet således: "Linien giver ny og bedre forbindelse fra Avedøre st. og de tætbebyggede områder ved stationen til Hvidovre Hospital og Valby. Sammen med linie 16 giver linien også Hvidovre og Valby bedre forbindelse til City. Hellerup, Østerbro og Østerport får samtidig en direkte og hurtig forbindelse til Kongens Nytorv."
De første år skete der ikke større ændringer på linjen udover ved Hellerup st., hvor sløjfekørslen blev ændret. Fra starten blev der fra Strandvejen kørt ad Callisensvej - Svanemøllevej - Hellerupvej - Ryvangs Allé - Callisensvej, men det blev ændret 24. maj 1998 til kørsel ad Strandvejen - Hellerupvej - Ryvangs Allé - Callisensvej. Omlægningen betød at linjen i stedet for at stoppe på Callisensvej kom til at stoppe på Strandvejen ved Marievej, så det blev nemmere at skifte til linje 166 og 169.

### Omlægninger og omdannelse
Ved årtusindskiftet begyndte fremtiden efterhånden at banke på i form af etableringen af metroen, der medførte reduktioner i den københavnske busdrift. I den forbindelse foreslog HT, at der skulle etableres et net af stambusser, senere kendt som A-busser, i og omkring Københavns og Frederiksberg Kommuner i form af seks linjer med hyppig drift. Ved offentliggørelsen af planerne i 2000 var det tanken, at linje 650S skulle nedlægges og erstattes af den senere linje 1A med samme linjeføring.
Imidlertid havde stambusplanen som helhed den følge, at de fleste andre linjer i Københavns og Frederiksberg Kommuner også ville berørt. Så da der blev fremlagt mere konkrete planer i april 2001, blev der som alternativ også arbejdet med et referencebusnet, hvor det eksisterende busnet blev bibeholdt i størst muligt omfang. Her ville linje 650S fortsætte med uændret linjeføring og frekvens. Det var desuden tanken, at der i givet fald skulle indsættes dobbeltdækkerbusser på linjen, sådan som det lige var sket på linje 250S. Ulempen ved referencebusnettet var dog, at S-busserne sprang en del stoppesteder over, som andre linjer så måtte betjene. Noget der betød, at en del strækninger fik dobbelt betjening. For eksempel ville linje 650S på den måde fortsat blive suppleret af linje 16 mellem Hvidovre Hospital og Enghave st. og af linje 6 mellem Stormgade og Strandvejen.
Slutresultatet blev imidlertid, at HT's afløser HUR besluttede at indføre stambusnettet i tre etaper ved et møde den 26. oktober 2001. Den første etape blev gennemført 20. oktober 2002 i forbindelse med indvielsen af metroen, og anden etape fulgte 25. maj 2003. Her var linje 650S en af de linjer, der blev berørt. Planerne var imidlertid blevet ændret, så linjen fik alligevel lov til at overleve. Hele den hidtidige linjeføring blev ganske vist overtaget af den nye linje 1A, men linje 650S kom til gengæld til at køre videre i en stærkt omlagt og forkortet udgave og med reduceret drift. På strækningen mellem Hvidovre Hospital og Ingerslevsgade blev den således omlagt, så den i stedet for at køre ad Vigerslev Allé kom til at køre ad blandt andet Ellebjergvej, Mozarts Plads og Vasbygade. Desuden bortfaldt hele strækningen fra Holmens Kanal til Hellerup st. til fordel for et kort stykke ad Holbergsgade til en ny endestation ved færgeterminalen på Kvæsthusbroen. På sidstnævnte stykke erstattede den linje 550S, der nedlagdes. Samtidig overtog den nævnte linjes ekstrakørsel fra Hovedbanegården til Holbergsgade/Tordenskjoldsgade om morgenen og modsat om eftermiddagen.
Samtidig med disse ændringer fik linjen også dobbeltdækkerbusser, om end ad omveje. Linje 250S havde som nævnt fået dobbeltdækkerbusser i 2001, men efter etableringen af metroen og A-busnettet var driften på linjen blevet reduceret, og de overskydende dobbeltdækkerbusser indsat på linje 72E. Denne blev imidlertid nu nedlagt, og dobbeltdækkerbusserne overført til linje 650S. Det gav dog problemer med tre gangbroer over Naverporten i Avedøre Stationsby, som bussernes antenner kunne ramme imod. Her endte man med at lægge linjen udenom stationsbyen. Desuden havde Nyhavnsbroen vægtbegrænsninger for at undgå tung trafik til færgerne ved Kvæsthusbroen. Kontrolmålinger viste dog, at dobbeltdækkerbusserne kunne passere uden problemer. Endelig var der problemer med at få aircondition til at fungere i dobbeltdækkerbusserne. I sommeren og efteråret 2004 var mange af dobbeltdækkerbusserne derfor i England for at få det løst. Imens måtte en del af trafikken klares med reservebusser, typisk højgulvsbusser uden S-busmarkeringer.
14. december 2003 omlagdes linjen ad Byvej - Kettevej i stedet for den hidtidige linjeføring ad Brostykkevej - Avedøre Havnevej, til erstatning for linje 130, der afkortedes fra Avedøre st. til Brøndbyøster st. Desuden kom der flere stoppesteder, men til gengæld blev driften reduceret mellem myldretiderne og i weekenderne. 17. oktober 2004 skete der en yderligere reduktion, idet linje 650S blev nedlagt og erstattet af den nye myldretidslinje 65E, der overtog både linjeføringen og dobbeltdækkerbusserne. Ændringen skulle ses i lyset af generelle besparelser på busdriften i København. Derudover var Kvæsthusbroens funktion som færgeterminal ophørt, idet Oslofærgen flyttede til en ny terminal i Københavns Frihavn 6. september 2004 og Bornholmerfærgen til Køge 1. oktober 2004.
Afløseren linje 65E kørte med enkelte ændringer indtil 21. oktober 2012, hvor den nedlagdes uden erstatning.

## Fakta
- Linjeføring ved nedlæggelsen
  - Avedøre st. - Byvej - Kettevej - Kettegårds Alle - Hvidovre Hospital - Arnold Nielsens Boulevard - Hvidovrevej - Sønderkær - Folehaven - Ellebjergvej - Borgmester Christiansens Gade - Mozarts Plads - Borgbjergsvej - Sydhavnsgade - Sydhavns Plads - Vasbygade - Dybbølsbro - Ingerslevsgade - Tietgensbroen - Tietgensgade - Stormgade - Vindebrogade - Christiansborg Slotsplads - Holmens Kanal - Holbergsgade - Nyhavnsbroen - Toldbodgade - Sankt Annæ Plads/Kvæsthusbroen

- Overordnede linjevarianter
  - Avedøre st. - Kvæsthusbroen
  - Hovedbanegården - Holbergsgade/Tordenskjoldsgade (ekstrakørsel i myldretiden)

| fra        | Entreprenør og garage            |
| ---------- | -------------------------------- |
| 02-06-1996 | City-Trafik, Hvidovre            |
| 25-05-2003 | City-Trafik, Thorvald Borgs Gade |

## Kronologisk oversigt
Oversigten nedenfor omfatter permanente og længerevarende ændringer. Der er set bort fra ændringer af stoppesteder og kortvarige omlægninger ved vejarbejder, sportsbegivenheder og lignende.
| Dato                    | Hændelse |
| ----------------------- | --- |
| 02-06-1996              | Linje 650S oprettes ad følgende rute: Avedøre st. - Byvej - Brostykkevej - Avedøre Havnevej - Kettegårds Alle - Hvidovre Hospital - Arnold Nielsens Boulevard - Hvidovrevej - Vigerslev Alle - Enghave st. - Ingerslevsgade - Hovedbanegården - Tietgensgade - Stormgade - Vindebrogade - Christiansborg Slotsplads - Holmens Kanal - Kongens Nytorv - > Bredgade > Grønningen > (/< Store Kongensgade <) - Østerport st. - Dag Hammarskjölds Alle - Østerbrogade - Strandvejen - Callisensvej - > Svanemøllevej > Hellerupvej > (/< Ryvangs Alle <) - Hellerup st. Linjen erstatter linje 15E og 25E der nedlægges og en del af linje 72E og 79E der afkortes.       |
| 02-08-1996 - ??         | Linjen omlægges midlertidigt ad Kvægtorvsgade - Halmtorvet - Sønder Boulevard - Vesterfælledvej. Hvor længe omlægningen fandt sted er ikke oplyst. |
| 24-05-1998              | Omlægges så der mod Hellerup st. køres ad Strandvejen - Hellerupvej i stedet for ad Callisensvej - Svanemøllevej. |
| 03-01-1999              | Eksisterende ekstrakørsel optages i køreplanen. |
| 25-05-2003              | Linjen afkortes, reduceres og omlægges på grund af metroens og A-busnettets oprettelse. Fra Hvidovrevej omlægges linjen ad Sønderkær - Folehaven - Ellebjergvej - Borgmester Christiansens Gade - Mozarts Plads - Borgbjergsvej - Sydhavnsgade - Sydhavns Plads - Vasbygade - Fisketorvet - Dybbølsbro til Ingerslevsgade. Desuden omlægges den fra Holmens Kanal ad Holbergsgade - Nyhavnsbroen - Toldbodgade - Sankt Annæ Plads til ny endestation ved Kvæsthusbroen. Der indsættes dobbeltdækkerbusser. Linjen overtager ekstrakørsel fra Hovedbanegården til Holbergsgade/Tordenskjoldsgade om morgenen og modsat om eftermiddagen fra linje 550S, der nedlægges. |
| 10-06-2003 - 28-07-2003 | Omlægges ad Vester Voldgade - Christians Brygge - Slotsholmsgade. Omlægningen skyldes at Vindebrogade spærres for busser. |
| 14-12-2003              | Omlægges ad Byvej - Kettevej i stedet for Brostykkevej - Avedøre Havnevej. |
| 17-10-2004              | Linjen nedlægges og erstattes af ny myldretidslinje 65E med samme linjeføring. |